# José Manuel Garita
José Manuel Garita Herrera (Heredia, 26 de marzo de 1965) es un obispo católico, desde 2014 titular de la Diócesis de Ciudad Quesada, Costa Rica.

## Biografía
Nació el 26 de marzo de 1965 en Heredia. Fue ordenado sacerdote el 26 de noviembre de 1988 para la Arquidiócesis de San José, por la imposición de manos de Monseñor Román Arrieta Villalobos y fue nombrado obispo de la Diócesis de Ciudad Quesada el 17 de mayo de 2014 por S.S Papa Francisco, servicio en el que se mantiene actualmente.
Licenciado en derecho canónico por la Pontificia Universidad Gregoriana de Roma, residente en el Pontificio Colegio Pío Latino Americano.
En sus 25 años de sacerdote, ha desempeñado los siguientes oficios:
Vicario parroquial en Nuestra Señora del Carmen, San José. Juez auditor, defensor del vínculo, juez y vicario judicial del Tribunal eclesiástico de Costa Rica. Vicecanciller y canciller de la Curia metropolitana de San José. Ecónomo de la Arquidiócesis de San José.
Rector del Santuario Nacional Templo Votivo al Sagrado Corazón de Jesús. Vicario foráneo de la Vicaría de San José. Miembro del Consejo Presbiteral y del Colegio de Consultores de la Arquidiócesis de San José. Profesor de derecho canónico en la Universidad Católica de Costa Rica. Formador, director espiritual y ecónomo del Seminario Central.
Además se desempeñó como: Rector del Seminario Nacional Nuestra Señora de los Ángeles. Canónigo Titular y Deán del Venerable Cabildo Metropolitano de la Catedral de San José. Miembro del Consejo Universitario de la Universidad Católica de Costa Rica. Miembro del Consejo de Patrocinadores de la Fundación para la restauración de la Catedral Metropolitana.